# Château de Radepont
Ne doit pas être confondu avec château de Bonnemare.
Le château de Radepont est une demeure, reconstruite au tout début du XXe siècle en style néo-Louis XIII à l'emplacement d'un château néo-classique, et à proximité d'une forteresse médiévale, qui se dresse sur la commune française de Radepont dans le département de l'Eure, en région Normandie. L'édifice est inscrit à l'Inventaire général du patrimoine culturel.

## Localisation
Le château est situé à l'écart du bourg, à 350 mètres au sud-ouest de l'église Saint-Germain de Radepont, dans le département français de l'Eure.

## Historique
Le château actuel, qui a remplacé un château néo-classique, a été construit à proximité d'une fortification médiévale.

### Le château médiéval
Le château a été commencé sous le duc de Normandie et roi d'Angleterre Henri Ier et agrandi en même temps que remanié, vers 1196, par Richard Cœur de Lion au moment où ce dernier édifie Château-Gaillard. Le château ne fut jamais achevé. Il comprenait un puissant donjon armé d'un éperon du côté de l'attaque, face au plateau. En 1203, Philippe Auguste, vient mettre le dernier jour d'août le siège devant Radepont et s'en empare au bout de quinze jours afin d'assurer ses arrières, avant de mette le siège devant Château-Gaillard.
Un chemin, près de l'église, mène aux ruines du château dans le parc de l'actuelle construction.

### Le château néo-classique
De même, du château antérieur de style néo-classique de 1788, il ne subsiste qu'une chapelle du XVIIIe siècle dédiée à saint Bernard. Augustin Léonor Victor du Bosc de Radepont fut héritier du domaine.

### Le château de style néo-LouisXIII
Aimé-Louis du Bosc vend le domaine en 1844 au baron Levavasseur, un capitaine d'industrie qui fit bâtir la grande filature en style néo-gothique aujourd'hui ruinée et qui acquit l'abbaye gothique de Fontaine-Guérard, toutes deux situées dans la même commune.
L'ensemble de l'édifice a été entièrement reconstruit à partir de la fin du XIXe jusqu'au début du XXe siècle en style néo-Louis XIII. L'architecte parisien Duchesne, puis l'architecte rouennais Charles Lassire furent les maîtres d'œuvre du nouveau château. La construction s'est poursuivie essentiellement après la mort de ce dernier, lorsque son fils lui a succédé.
Plusieurs acquéreurs se succèdent jusqu'en 1937, date à laquelle le dernier propriétaire Fernand Colombel, sans héritier, lègue son domaine à l'Armée du salut. 
En 1952, l'Armée du salut crée un centre de relèvement et d'assistance par le travail qui présente la particularité d'héberger plusieurs centaines de relégués en liberté conditionnelle, et ceci jusqu'à la suppression de la peine complémentaire de la relégation en 1970.
En 2013, l'Armée du salut a vendu sa succession à un propriétaire privé, un entrepreneur russe, Evgenii Kostenov.